# 叡山電鉄
叡山電鉄株式会社（えいざんでんてつ、英: Eizan Electric Railway Co., Ltd.）は、京都府京都市左京区の出町柳駅から八瀬・鞍馬への路線を運営する京阪グループの鉄道会社。通称「叡山電車」、略称は「叡電」（えいでん）。本社は京都市左京区山端壱町田町8番地の80（修学院駅に隣接）、本店は京都市左京区山端壱町田町14番地の1。全国登山鉄道‰会に加盟している。
京福電気鉄道（京福電鉄、京福）が京都市内で運営していた叡山線を分社化して1985年に設立された。設立当初は、京福の完全子会社であったが、1991年11月に京阪電気鉄道（京阪、現・京阪ホールディングス）が筆頭株主となったのち、2002年3月からは同社の完全子会社となっている（詳細は後述）。

## 概要
叡山本線と鞍馬線の2路線を運営し、比叡山・鞍馬方面への観光客輸送、周辺住民輸送を担っている。これらの路線は、かつて京都電燈および鞍馬電気鉄道により運営され、電力事業の戦時統制による再編後は京福が運営していた。1960年代からのモータリゼーションにより1964年から乗客数が減少に転じていたが、1978年9月の京都市電全廃により他の鉄道路線からの連絡が絶たれたことで沿線から京都市内中心部を直結する路線バスに乗客が流れ、叡山本線・鞍馬線の利用客は一気に減少した。特に叡山本線は年間5億円以上の赤字を出し、京福全体、ひいては京福を配下にもつ京阪グループの経営を圧迫する事態となった。
叡山本線・鞍馬線の赤字を京福本体が負担し金利負担を低減すること、人件費の削減を目指して1985年7月に京福全額出資、全社員が京福から出向する形で叡山電鉄株式会社が設立された。
分離以前から電鉄側でも集客に努めており、各種イベントの開催や、京福に残った八瀬遊園の次々の改装のほか、特にこの時期においてさえも出町柳 - 宝ケ池間で日中毎時8本運転とし「待たずに乗れる」を印象付けていたことは特筆に値する。それでも乗客数は会社設立時の1985年でそれまでのピークであった1964年の4割にまで落ち込み、なお減少傾向であった。
1989年10月5日に京阪鴨東線が開業して叡山本線と出町柳で連絡することで叡山電鉄の旅客数は倍増、収入も2.5倍となったが、この状態でも収支はようやく黒字になる程度で、19億4千万円に達していた累積損失の解消のめどは立たず、京福傘下での経営再建は不可能と判断された。京阪からの特別融資を低利で受けることなどを目的に1991年10月に株式の60%を京阪に売却、併せて人件費削減のため従業員全員が叡山電鉄に移籍した。その後2002年3月に京阪電鉄が残りの全株式を取得し、叡山電鉄は京阪の100%子会社となった。
いったん増加した利用客も1997年に京都市営地下鉄烏丸線が国際会館駅まで延長され、その後同駅を中心にバス路線網も再整備されたため、左京区岩倉地域の住民が市中心部へ向かう場合などの利用がそちらに移転することになった結果、利用者が減少しつつある。
これに対して1997年に展望車両900系電車「きらら」を登場させ、各種イベントを開催するなど積極的な利用者確保を行なうと共に、2004年には原則として全列車のワンマン化を行うなどの経費削減策も講じている。2005年は、NHK大河ドラマ『義経』のために鞍馬方面の観光がブームになり、近年にない賑わいを見せた。
京都市建設局により、並行して走る鞍馬街道（京都府道38号京都広河原美山線）のバイパス建設や拡幅整備が計画されており、完成すると鞍馬方面への大型観光バス等の通行が容易となることから、その将来は必ずしも安泰ではない。
略称の「叡電」は現在の叡山本線が京都電燈の「叡山電気鉄道部」であったことに由来し、京福が継承したあとも叡山本線・鞍馬線の総称として一般に使われていた。分社によって、略称が文字通り会社名の省略形となった。
分社当時、京福が京阪の子会社であったものの、車両技術面では阪神電気鉄道から831形を譲り受けてデナ500形として導入したことがあったことや、阪神の関連会社であった武庫川車両工業（現在は解散）での車両製造の経緯などから阪神色が強いなど、京福の色合いが強かった。1989年の京阪鴨東線開業あたりから、サービス面で徐々に京阪色も出てきていたが、2002年に京福が越前本線列車衝突事故による経営悪化のため、所有株をすべて京阪に売却し同社の完全子会社となってからは、多岐にわたる点において京阪色が強まっている。2008年には「KEIHAN」ロゴの下に「叡山電車」（車両では「Eizan Railway」）の文字が入った京阪電鉄風の社名ロゴを導入した。
PiTaPa・ICOCA・Suica・PASMOなどのICカード式乗車券へは2016年3月16日より対応を開始している。なお、ICカード導入を前に2016年1月31日をもって磁気式のスルッとKANSAIカードへの対応を終了、出町柳駅を除き自動改札機は撤去され、車内料金箱は磁気式カードリーダーの代わりにICカードリーダー搭載型に交換された（フリーパス類は引き続き呈示で対応、出町柳駅設置の自動改札機は現在もKANSAI THRU PASSに対応している）。カードに印字される符号はEZであった。

## 歴史
- 1985年（昭和60年）7月6日 - 京福の全額出資、資本金1億円で会社設立[3]。
- 1986年（昭和61年）4月1日 - 京福から叡山本線・鞍馬線を譲り受け営業を開始[4]。
- 1991年（平成3年）11月29日 - 資本金を2億5000万円に増資。なお、増資分（出資比率60%）は京福によりすべて引き受けののち、京阪にすべて有償譲渡された。
- 1997年（平成9年）10月4日 - 展望車両「きらら」の運転を開始。
- 2002年（平成14年）3月29日 - 京福が保有する株式の全てを京阪に有償譲渡し、京阪の完全子会社となる。
- 2004年（平成16年）3月1日 - 全線でスルッとKANSAIカードの利用に対応。
- 2008年（平成20年）10月19日 - 駅ナンバリングが全駅に導入。
- 2016年（平成28年）
  - 1月31日 - この日限りで全線でのスルッとKANSAIカードの利用対応を終了[9]。
  - 3月16日 - 全線でPiTaPaなどの全国相互利用対応交通系ICカードの利用に対応開始[7][8]。
- 2018年（平成30年）3月21日 - 観光用車両「ひえい」運転開始[10]。
- 2022年（令和4年）3月31日 - この日限りで回数乗車券の発売を終了[11]。

## 路線

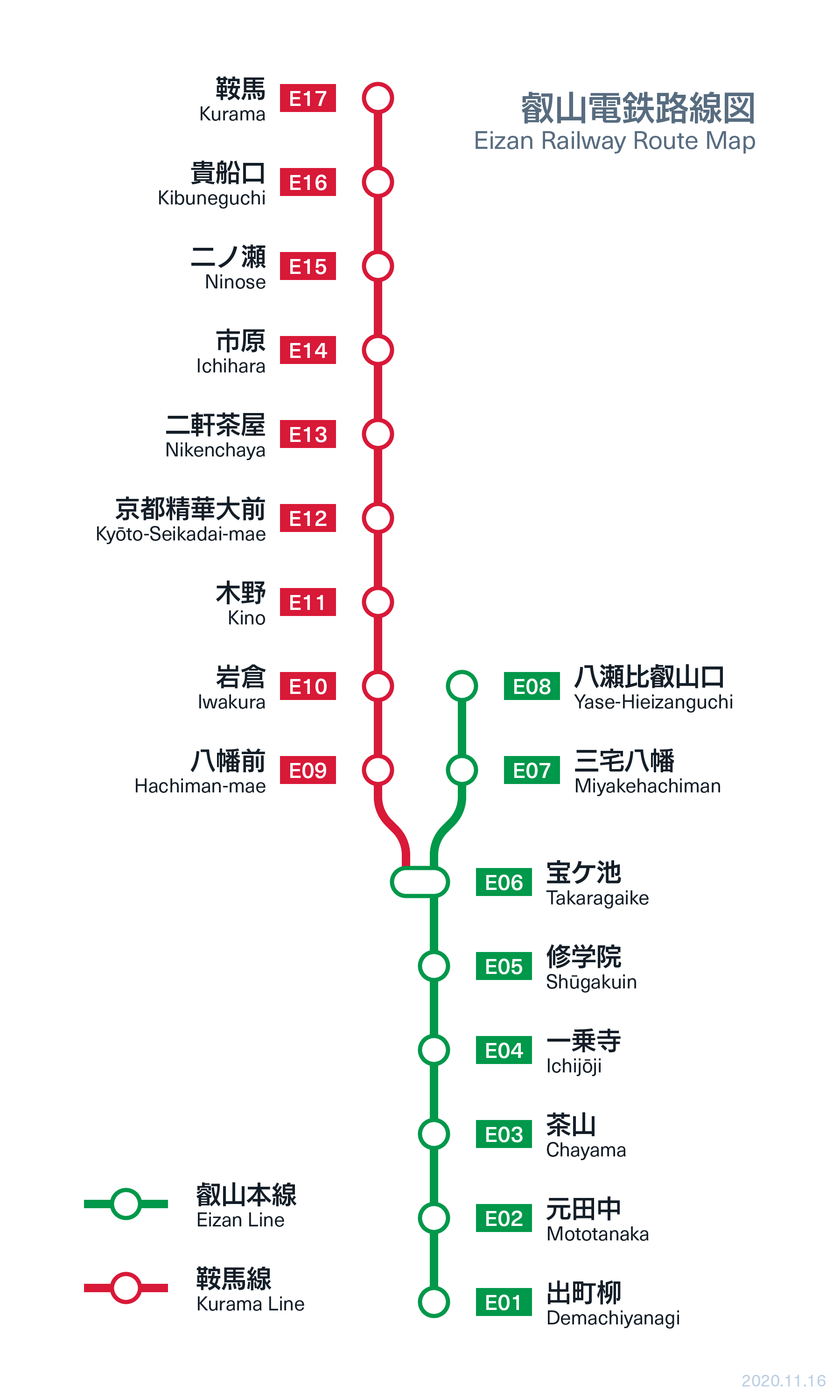
路線図

全線が京都府京都市左京区内にある。各路線の詳細については以下の項目を参照。
- ■叡山本線 出町柳 - 八瀬比叡山口 5.6 km
  - ラインカラーは比叡山の森から緑
  - 八瀬比叡山口駅からは京福のケーブルカー・ロープウェイで比叡山の山頂まで行ける。
- ■鞍馬線 宝ケ池 - 鞍馬 8.8 km
  - ラインカラーは貴船・鞍馬の紅葉から赤
  - 鞍馬駅近くの鞍馬寺には非常に小規模ながら鞍馬ケーブルカー（運営主体は鞍馬寺）が走っている。

多客時は臨時ダイヤで運転されることがあり、特に毎年10月22日に行われる鞍馬の火祭においては事実上唯一の交通機関となり、ほぼすべての車両をフル稼働させるぐらいの運転となるが、それでもピーク時には鞍馬線二軒茶屋駅以北が単線で線路容量に制約がある関係もあって長蛇の列（乗車までに数時間の待ち時間）となる。
また、2004年1月からは全路線で一部列車を除いて終日ワンマン運転を行っている。
2007年秋からラインカラーにちなんだ駅名標を一部の駅に設置している。駅名標にはその色の元になったシンボルマークもあしらわれている。また、ローマ字に加えて韓国語と中国語の表記もある。新型駅名板の設置開始当初は出町柳・三宅八幡・岩倉・京都精華大前・市原・二ノ瀬・鞍馬の各駅には旧型駅名板しか設置されていなかったが、現在は新型駅名板が各駅に少なくとも1箇所は設置されている。2008年10月19日には駅ナンバリングも導入され、新型駅名標および一部の旧型駅名標にも駅番号の表示が行われている。また同時にユニバーサルデザインのピクトグラムも導入され、京阪線の案内表示に準拠したものが使われている。
2011年春から車内自動放送に英語案内が追加された（以前は出町柳駅のみ）。
| ラインカラー・駅番号導入後の叡山本線の駅名標 |  | ラインカラー・駅番号導入後の鞍馬線の駅名標 |
| ラインカラー・駅番号導入後の叡山本線の駅名標 |  | ラインカラー・駅番号導入後の鞍馬線の駅名標 |

## 輸送・収支実績
| 年度 | 旅客輸送人員（千人） | 一日1Km平均通過人員（人） | 鉄道業営業収入（千円） | 鉄道業営業費（千円） |
| ---- | -------------------- | ------------------------- | ---------------------- | -------------------- |
| 1979 | 5,262                |                           |                        |                      |
| 1982 | 4,316                | 3,584                     |                        |                      |
| 1983 |                      |                           |                        |                      |
| 1984 | 3,737                | 3,171                     |                        |                      |
| 1985 | 3,705                | 3,215                     |                        |                      |
| 1986 | 3,630                | 3,279                     | 524,658                | 946,090              |
| 1987 | 3,543                | 3,178                     | 516,890                | 997,812              |
| 1988 | 3,455                | 3,170                     | 494,171                | 1,002,312            |
| 1989 | 4,956                | 4,608                     | 734,315                | 1,073,031            |
| 1990 | 7,004                | 6,409                     | 989,969                | 1,171,568            |
| 1991 | 7,563                | 6,911                     | 1,074,716              | 1,127,400            |
| 1992 | 7,733                | 6,914                     | 1,168,419              | 1,158,689            |
| 1993 | 7,949                | 7,164                     | 1,219,468              | 1,207,436            |
| 1994 | 8,352                | 7,516                     | 1,298,267              | 1,307,598            |
| 1995 | 8,009                | 7,061                     | 1,399,292              | 1,400,921            |
| 1996 | 8,014                | 7,240                     | 1,411,421              | 1,356,568            |
| 1997 | 7,118                | 6,439                     | 1,300,635              | 1,295,087            |
| 1998 | 6,592                | 5,989                     | 1,254,477              | 1,357,276            |
| 1999 | 6,380                | 5,729                     | 1,199,972              | 1,183,760            |
| 2000 | 6,418                | 5,884                     | 1,189,538              | 1,141,913            |
| 2001 | 6,282                | 5,781                     | 1,168,337              | 1,113,863            |
| 2002 | 6,069                | 5,602                     | 1,121,297              | 1,083,391            |
| 2003 | 6,000                | 5,493                     | 1,123,098              | 1,097,681            |
| 2004 | 6,210                | 5,532                     | 1,134,113              | 1,087,553            |

- 民鉄主要統計『年鑑世界の鉄道』1983年『年鑑日本の鉄道』1985年、1987年-2007年

## 車両
京福では三つの路線群で異なる独特の形式称号が存在したが、その叡山線を継承した叡電では伝統的に「デナ」「デオ」「デト」が使われている。関西の私鉄で電動車の記号に「デ」を用いる例は少なく（「デ」は主に関東地方、旧大東急系の各社で用いられる）、過去には神戸電鉄や大阪電気軌道・奈良電気鉄道が用いていたことがあったが、2024年現在では叡電が用いているのみとなっている。営業用車のカタカナの2文字目は「ナ」が中型（なかがた）、「オ」が大型の略称である。1995年のデナ21形廃車により「デナ」は形式消滅している。事業用車の2文字目は国鉄の貨車に準じていて、京福時代には「デワ」も存在した。なお、2009年のデオ600形全廃により、叡電からは旧京福時代以前からの旅客営業車両は消滅した。旧車両の代替として、デオ710形が登場してからは、デオ710形、デオ720形、デオ730形をまとめて700系とする表記がよく見られるようになった。そのことは、叡山電車公式サイトの車両紹介ページでも700系（けい）デオ710形（がた）、800系デオ800形、900系デオ900形と案内されているとおりである。叡電の車両は現在でも「デオ」といえども、車体長16mクラスの現在の日本においては小型に属する車体である。また開業当時からデナ21形の製造当初とデナ500形を除き、すべて当線区での新造（実質、車体新製含む）車両となっており、現存営業用車両は後述のような統一性がある。ただし車両塗装に関しては、デオ700系列の旧塗装消滅後は、ほぼ各車両（編成）ごとに異なるという、他の鉄道会社にない特徴がある。
勾配区間での安全性やメンテナンス面から、すべて電動車かつすべての軸が駆動軸であり、抵抗制御と発電ブレーキの組み合わせによる制御、カルダン駆動となっている。車体においては無人駅での乗車券収集の便から車端に客用ドアが存在し（2両固定編成の800系、900系では連結面側は少し内側に寄っている）、乗務員室ドアが引戸となっているのも特徴である。
過去の経緯より現存すべての車両が、かつて存在した阪神系の武庫川車両工業製造となっているが、部品などでは京阪から譲渡され、再利用しているものも多い。前述のとおり叡電は京阪の完全子会社であることから、2008年から各車両に京阪グループの新しいCIロゴが車両側面の上部（運転席側）に貼り付けられている。
2015年に叡山本線の開業から90周年を迎え、同年9月27日の開業90周年記念式典に合わせて開業当時の車両デナ1形を模して700系731号車を改装した「ノスタルジック731」が運行されている。
2018年3月21日には700系732号車を改装した観光用車両「ひえい」が叡山本線で運行を開始した。

### 現存車両
営業用
- 700系（732が「ひえい」）
- 800系
- 900系（きらら）

事業用
- デト1000形（電動貨車）

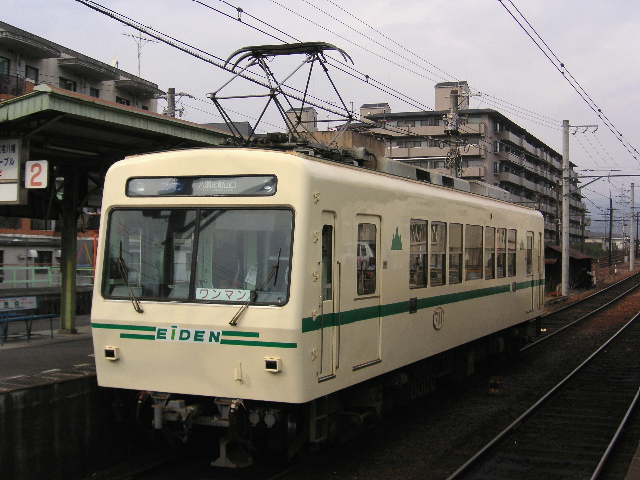
700系
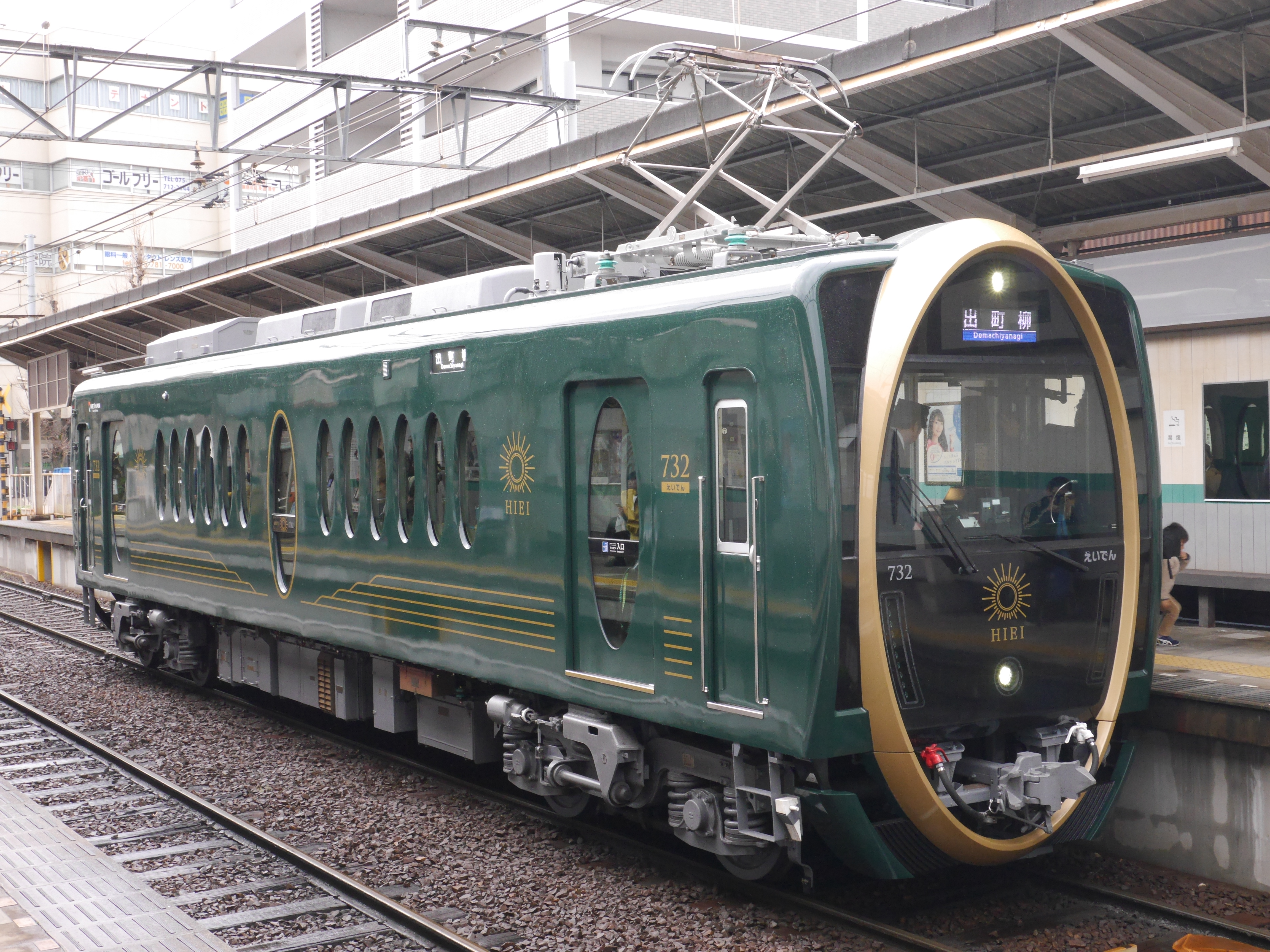
700系732号（ひえい）
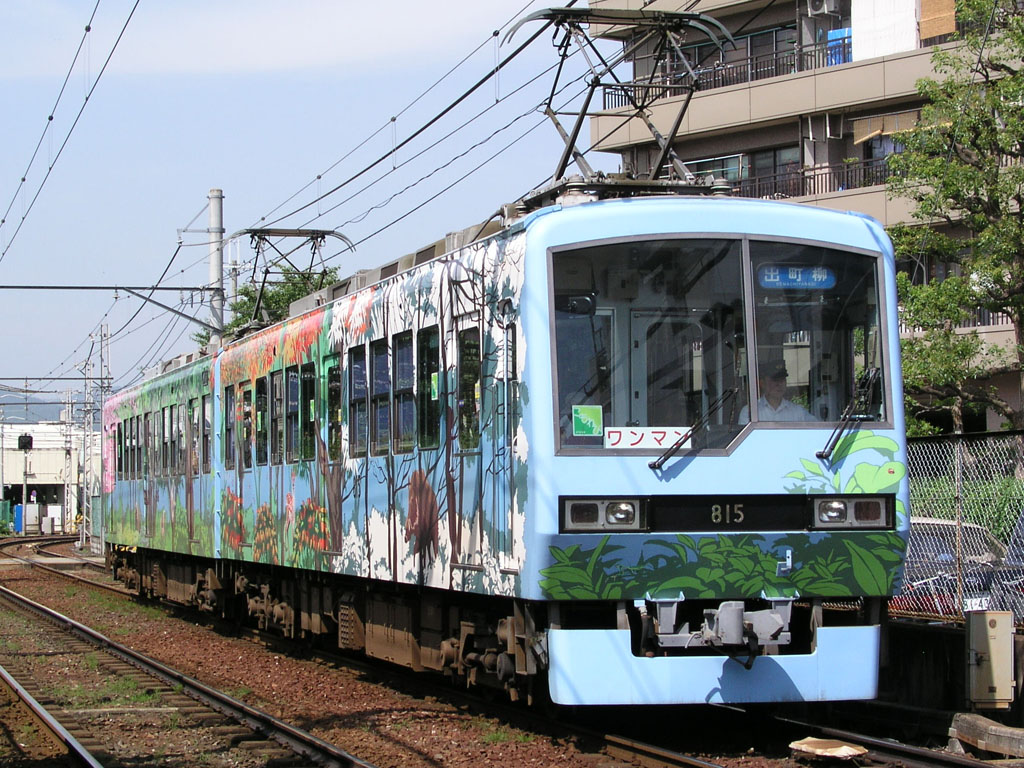
800系
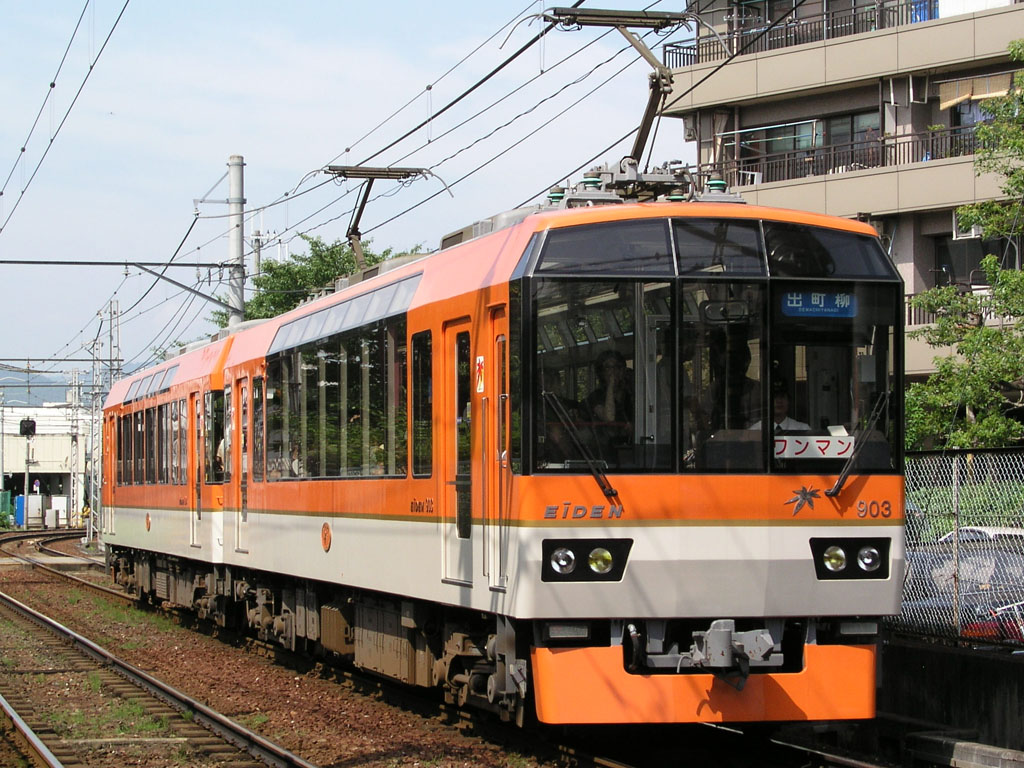
900系（きらら）

### 過去の車両
営業用
- デナ1形
- デナ11形
- デナ21形
- デオ200形
- デオ300形
- デナ500形
- デオ600形

事業用
- デワ101形（電動貨車）

### 車両数の変遷
| 年         | デナ21形 | デオ200形 | デオ300形 | デナ500形 | デオ600形 | 700系 | 800系 | 900系 | 計（冷房車） |
| ---------- | -------- | --------- | --------- | --------- | --------- | ----- | ----- | ----- | ------------ |
| 1982       | 8        | 4         | 2         | 2         | 6         |       |       |       | 22           |
| 1983       | 8        | 4         | 2         | 2         | 6         |       |       |       | 22           |
| 1984- 1987 | 8        | 4         | 2         |           | 6         |       |       |       | 20           |
| 1988       | 6        | 2         | 2         |           | 6         | 4     |       |       | 20(4)        |
| 1989       | 6        |           |           |           | 6         | 8     |       |       | 20(8)        |
| 1990       | 6        |           |           |           | 6         | 8     |       |       | 20(8)        |
| 1991       | 6        |           |           |           | 6         | 8     | 2     |       | 22(10)       |
| 1992       | 6        |           |           |           | 6         | 8     | 2     |       | 22(10)       |
| 1993       | 6        |           |           |           | 6         | 8     | 4     |       | 24(12)       |
| 1994       | 2        |           |           |           | 6         | 8     | 8     |       | 24(16)       |
| 1995       | 2        |           |           |           | 6         | 8     | 8     |       | 24(16)       |
| 1996       |          |           |           |           | 6         | 8     | 10    |       | 24(18)       |
| 1997       |          |           |           |           | 6         | 8     | 10    |       | 24(18)       |
| 1998       |          |           |           |           | 4         | 8     | 10    | 2     | 24(20)       |
| 1999- 2009 |          |           |           |           | 2         | 8     | 10    | 4     | 24(22)       |
| 2010       |          |           |           |           |           | 8     | 10    | 4     | 22(22)       |
| 2011       |          |           |           |           |           | 8     | 10    | 4     | 22(22)       |

- 事業用車除く
- 1982・83年は1月1日現在、84年以降は4月1日現在
- 『私鉄車両編成表』各年版、ジェー・アール・アール

## 運賃
叡山本線、鞍馬線を通じて、普通運賃は区間制、定期運賃は対キロ制となっている。普通運賃の場合、修学院駅・岩倉駅・二軒茶屋駅・二ノ瀬駅に区界があり、この駅を越えて乗車すると区数が1つ増え運賃が変わる。また、鞍馬駅方面から宝ケ池駅で乗り換えて八瀬比叡山口駅方面に乗り換えた場合や、その反対の場合も区数が1つ増える。このため、たとえば出町柳駅から修学院駅まで乗車した場合は2.9キロメートル乗車しても1区で済むが、八幡前駅から三宅八幡駅まで乗車した場合は、1.5キロメートルの乗車で2区となる。
以下において特記なければ小児は大人の半額で端数は切り上げ。
普通運賃（2023年4月1日改定）。
- 1区 - 220円
- 2区 - 280円
- 3区 - 350円
- 4区 - 410円
- 5区 - 470円

京阪との初乗り区間相互間（元田中 - 修学院と京阪・神宮丸太町 - 祇園四条）に大人20円の割引が設定されていたが、2023年3月31日をもって廃止された。事前に自動券売機での連絡乗車券購入が必要で、叡山電鉄側からの場合、自動券売機稼動時間以外は出町柳駅改札で発売されていた。
回数券については普通回数乗車券（普通運賃の10倍で11回）のほかに学生割引回数乗車券（大人用のみ・同15回）、敬老割引回数乗車券（同20回）が設定されていたが、2022年3月31日をもって発売を終了した。
出町柳駅では駅員が常駐し、自動改札機・自動券売機も常に稼動しており、駅構内に入場する際には入場券大人220円が必要である。鞍馬駅では始発・終電近くで無人となるほかは駅員が駐在している。他の駅では常に駅員（出札・集改札要員）が駐在している駅はない。なお、貴船口駅や八瀬比叡山口駅では観光客が多い時期の日中に駅員が駐在するほか、紅葉の時期には岩倉駅に駅員が駐在するなど、臨時に駅員が配置される場合もある。その他、平日朝のラッシュ時には茶山駅・一乗寺駅・修学院駅・岩倉駅・木野駅・京都精華大前駅・二軒茶屋駅では時間を限って駅員が出張してくる日がある。学生の休日には平日であっても駅員が出張しない駅もある。
乗車時は有人駅では自動券売機で切符を購入する。無人駅では原則として駅での改札はなく、乗車前に駅に設置されたオレンジ色の発行器から乗車駅証明書を取る。無人駅でも時間を限って自動券売機がある駅もあり、そのような駅で予め切符を購入した場合は、そのまま乗車すればよい。自動改札機は出町柳駅にのみ設置されている。
下車時に有人駅では改札口で現金を払うか、自動改札機に切符を通す。無人駅では運転席横の運賃箱に乗車駅証明書と現金または切符を投入する。乗車駅証明書には乗車駅を示すパターンが印刷されており、下車駅では自動的に運賃額を運賃箱に表示させることができる。定期券は運転士に提示する。
無人駅での乗車口は後ドア、降車口は前ドアとなっている。3ドア車両の中ドアと2両編成の場合の後の車両のドアは有人扱いの駅を除き締切である。運賃箱やICカード読取機、乗車駅証明書発行器は進行方向左側のドア横のみに設置されている。
全線が1200円で1日乗り放題になる「1日乗車券 えぇきっぷ」を出町柳駅の窓口、出町柳駅・八瀬比叡山口駅・貴船口駅・鞍馬駅の自動券売機、修学院駅の定期券売場で発売している。提示するだけで沿線社寺や観光施設で拝観料・入場料の割り引きを受けたり、粗品の進呈を受けたり、沿線の飲食店・土産物店で特典を受けることができる。前述の通り、スルッとKANSAIカードへの対応を終了し、車内の運賃箱がカードリーダーのない（代わりにICカード読取機が設置）ものに交換されたため、磁気カードから紙の乗車券に変更された。磁気カード時代は通用日は自動改札機または車内のカードリーダーを通すことによって、裏面に印刷され決定していた。無人駅での乗車時には最初の乗車時以外カードリーダーに通す必要はないが、無人駅での下車時には必ずカードリーダーに通す必要があった。
親会社の京阪側では叡電と連携した企画乗車券を発売しており、叡電側では京阪と連携した企画乗車券を発売していなかったが、2014年3月1日から2015年3月1日まで叡電側でも京阪と連携した企画乗車券「ひらパーGo!Go!チケット（叡山電車版）」を発売している。

## インターネットによる情報発信
2010年9月末ごろから、自社アカウントによるTwitterの発信を開始した。また、同年の第6回えいでんまつりでは、イベントトレインの運転台からの映像をUstreamを活用し生中継したほか、イベントの模様をTwitterで逐次発信した。さらに、自社アカウントによるYouTubeのチャンネルも運営している。

## コラボレーション

### 鉄道事業者間
三陸鉄道
岩手県の三陸鉄道とは、2009年の「第5回えいでんまつり」で協力を受けたことから縁が始まり、2013年より鞍馬駅で開催しているイベント「悠久の風〜南部風鈴によせて〜」でのフォトコンテストなどを通じて連携を深めている。
2018年9月の台風21号で被害を受けた際に三陸鉄道の社長から激励を受けたことなどから、2019年3月31日-2020年9月30日の期間で、2019年3月23日の三陸鉄道リアス線の開通および、同年に受けた台風19号（東日本台風）被害からの復旧に合わせて、白地に赤・青ラインの「三陸鉄道カラー」ラッピング列車をデオ712号で運行しており、ヘッドマークも三陸鉄道と同様のものを掲出した。

### 漫画・アニメとのコラボレーション
叡電沿線各所が舞台モデルとなったアニメ『けいおん!』の原作誌「まんがタイムきらら」と900系電車の愛称「きらら」との一致から、芳文社と提携した「きらら×きららプロジェクト」を2011年より開始し、それ以後、定期的に「まんがタイムきらら」およびその姉妹誌、出版元の芳文社作品とのコラボレーションが行われている。
2011年9月1日から2012年2月19日まで運行された、『けいおん!』にちなんだ「えいでん！×けいおん！トレイン」では、Google Latitudeを活用して当該車両の運行位置情報をウェブサイトに常時アップデートし、さらに出町柳駅で楽器型記念乗車券を限定発売し、3時間弱で6000冊が即日完売したことが話題となった。
その後、これまでに『三者三葉』『スロウスタート』『ゆゆ式』『星屑テレパス』『しあわせ鳥見んぐ』（まんがタイムきらら）、『ひだまりスケッチ』『NEW GAME!』『ブレンド・S』『まちカドまぞく』『おちこぼれフルーツタルト』『Aチャンネル』『恋する小惑星』『キルミーベイベー』（まんがタイムきららキャラット）、『きんいろモザイク』『ご注文はうさぎですか?』『ステラのまほう』『初恋*れ〜るとりっぷ』（まんがタイムきららMAX）、『ハナヤマタ』『球詠』『スローループ』（まんがタイムきららフォワード）、『幸腹グラフィティ』（まんがタイムきららミラク）、『城下町のダンデライオン』『ゆるキャン△』『IDOL×IDOL STORY!』（COMIC FUZ）、『劇場版 魔法少女まどか☆マギカ』『わかば*ガール』『マギアレコード 魔法少女まどか☆マギカ外伝』、およびこれらの作品の主要キャラクターが登場するゲーム『きららファンタジア』、2019年10月に開催のイベント「まんがタイムきらら展 in 大阪」とのコラボレーションが行われている。2021年には、プロジェクト10周年を記念した企画が実施されている。またコラボレーションを実施していない作品についても、駅構内にポスターを掲示している場合がある。
このほか、京都を舞台とした2013年のアニメ作品『有頂天家族』にデナ21形をモデルとした「偽叡山電車」が登場することから、2014年には京都国際マンガ・アニメフェア（京まふ）と連携して鞍馬駅に展示のデナ21形に「偽叡山電車」の装飾を施すなどのイベントを行っており、2017年にも5月4日からアニメ第二期の『有頂天家族2』でのコラボ企画で切符販売・新ラッピング列車・偽叡山電車・叡電有頂天家族コラボフェスタが実施された。
また、2015年のアニメ作品『神様はじめました◎』では物語後半で鞍馬を中心に京都が舞台となっていることから、コラボ企画としてラッピング車両の運行や記念乗車券の販売が行われた。2016年には、原作者の助野嘉昭が京都精華大学出身である縁から、京まふの連携イベントとして『双星の陰陽師』とのコラボレーションが実施された。2018年には京阪グループ他社との共同で、京都を舞台としたアニメ『京都寺町三条のホームズ』とのコラボレーションが実施された。2019年と2022年には京都を舞台とした『であいもん』、2020年には『ゆるゆり』、2022年には同人サークルの上海アリス幻樂団のゲーム作品『東方project』および『うらみちお兄さん』、2023年には京まふの連携イベントとして『甘神さんちの縁結び』、2024年には『ささやくように恋を唄う』、2025年には『たべっ子どうぶつ THE MOVIE』とのコラボレーションが実施されている。
同業他社の中では、西武鉄道も同じように町おこしの一環として様々な漫画・アニメ・ゲームとのコラボレーションを実施している。また、親会社の京阪電気鉄道も同じような企画を行うことがある。